# Helixotionella spiralis
Helixotionella spiralis är en mossdjursart som först beskrevs av Chapman 1913.  Helixotionella spiralis ingår i släktet Helixotionella och familjen Otionellidae. Inga underarter finns listade i Catalogue of Life.